# Sivakorn Pu-udom
Sivakorn Pu-udom (thailändisch ศิวกร ภูอุดม; * 26. November 1987 in Samut Sakhon) ist ein thailändischer Fußballschiedsrichter. Seit 2013 steht er als dieser auf der FIFA-Schiedsrichterliste, weiter wird er auf dieser seit 2022 auch als Videoschiedsrichter geführt.

## Karriere

### Klubmannschaften
Im Jahr 2014 leitete er auf nationaler Ebene den Kor Royal Cup und das Finale League Cup sowie des FA Cups. Weitere geleitete Endspiele waren dann noch der League Cup 2017, der Thailand Champions Cup 2018, 
Seinen ersten Einsatz auf internationaler Ebene im AFC Cup hatte er dann im Februar 2015, worauf direkt noch weitere Partien in dieser Saison folgten. Ab April 2019 wurde er dann auch in der AFC Champions League eingesetzt.
Zudem gastierte er im Jahr 2013 bei drei Partien der Chinese Super League als leitender Schiedsrichter und später nochmal im Juli 2023 für eine Partie in der vietnamesischen V.League 1.

### Nationalmannschaften
Nach seiner Aufnahme auf die FIFA-Liste, war sein erster bekannter Einsatz bei einem Spiel zwischen A-Nationalmannschaften im Juni 2013 ein Freundschaftsspiel zwischen Laos und Indonesien. Nach weiteren Einsätzen bei Qualifikations- und Freundschaftsspielen war sein erstes Turnier dann die Südasienmeisterschaft 2018, wo er nebst einer Gruppenpartie auch ein Halbfinale leitete. Ein paar Monate später war er auch noch bei der U-19-Asienmeisterschaft 2018 dabei und bekam hier auch die Leitung des Finalspiels übertragen. In der nächsten Zeit ging es dann weiter mit Einsätzen bei der Südostasienmeisterschaft 2018, der U-23-Südostasienmeisterschaft 2019 und der U-23-Ozeanienmeisterschaft 2019 sowie der Ostasienmeisterschaft 2019.
Erstmals für eine Asienmeisterschaft, wurde er dann zur Ausgabe im Jahr 2024 nominiert, wo er das Gruppenspiel zwischen Syrien und Indien leitete.